# Les Carnets de l'explorateur perdu
 (avril 2011).
Si vous disposez d'ouvrages ou d'articles de référence ou si vous connaissez des sites web de qualité traitant du thème abordé ici, merci de compléter l'article en donnant les références utiles à sa vérifiabilité et en les liant à la section « Notes et références ».
Les Carnets de l'explorateur perdu est un recueil de nouvelles de Jacques Abeille, paru en 1993 aux éditions Ombres, rattaché à l'univers du Cycle des Contrées. Il s'agit en réalité d'un recueil de cinq nouvelles parues entre 1980 (Sur l'origine des images  seconde partie de Deux mythes du désert -la première est le seul texte inédit- dans la revue Le La) et 1993 (Les Cavalières, sous le titre Les Guerrières, dans l'ouvrage collectif Vestige, fragment de mémoires, consacrés aux peintures de Michèle Teysseyre, aux éditions le Lézard). La postface en fait la somme des écrits ethnologiques de Ludovic Lindien, héros du troisième roman du cycle, Les Voyages du fils. Le livre est illustré par l'auteur, les illustrations servant à l'origine la nouvelle Les Cavalières.

## Résumés des nouvelles

### Les Cavalières
Cinq témoignages recueillis pendant l'invasion de l'Empire de Terrèbre par les barbares des steppes, et portant sur le peuple de guerrière alliés à ces derniers.

### L'Arbre et le guerrier
Récit d'un jeune guerrier des steppes, témoin de la déchéance de son maître, dont la force réside dans un arbre.

### Contact de civilisation entre les steppes et les jardins statuaires
Relation par Ludovic Lindien de son voyage parmi un peuple nomades du sud des steppes, qui pratique une forme très primitives de culture des statues, laquelle peut être considéré comme l'ancêtre de celle pratiquée dans Les Jardins statuaires.

### Deux mythes du désert
Deux récits mythiques recueilli dans le Désert d'Inilo, au Nord des Contrées, et dont les titres parlent d'eux-même : Sur l'origine de la parole ; Sur l'origine des images.

### Bonda la lune, cosmogonie et littérature chez les minorités désertiques
Essai ethnologique sur les mythes du désert D'Inilo.

## Prolongement de l'œuvre
La culture d'Inilo a fait l'objet d'une autre nouvelle-essai, L'Écriture du Désert, mais celle-ci, publiée indépendamment chez Deleatur, n'a jamais été réunie au roman. Cette réunion est en projet dans le sixième tome de la ligne générale du cycle, intitulé L'explorateur perdu par les éditions Gingko/Deleatur, avant que celles-ci n'abandonnent la publication après le quatrième tome, Les Chroniques scandaleuses de Terrèbre. 
La nouvelle Louvanne, elle aussi publiée indépendamment chez Deleatur, n'a a priori aucun rapport avec l'univers des Contrées, mais a néanmoins été classée comme texte du cycle par Gingko/Deleatur, en vertu de sa réunion prochaine dans le roman L'explorateur perdu. La carte des Contrées dessinée par Pauline Bergeron et livrée avec Les Voyages du fils inclut d'ailleurs la Forêt de la Louvanne.